# Li Fengfeng
Li Fengfeng (chiń. upr. 李凤峰; chiń. trad. 李鳳峰; pinyin Lǐ Fèngfēng; ur. 18 stycznia 1979) – chińska lekkoatletka, kulomiotka.

## Osiągnięcia
- złoto Uniwersjady (Daegu 2003)
- srebrny medal mistrzostw Azji (Manila 2003)

W 2004 Fengfeng reprezentowała Chiny podczas igrzysk olimpijskich w Atenach, 24. miejsce w eliminacjach nie dało jej awansu do finału.

## Rekordy życiowe
- pchnięcie kulą - 19.13 (2006)
- pchnięcie kulą (hala) - 18.32 (2006)